# Młodzieżowe Mistrzostwa Polski w piłce nożnej plażowej 2010
II Młodzieżowe Mistrzostwa Polski w Plażowej Piłce Nożnej 2010 – turniej piłki nożnej plażowej, który odbył się w dniach 14-15 sierpnia 2010 roku na plaży w Sztutowie, w którym został wyłoniony Młodzieżowy Mistrz Polski. Jest to druga edycja, którą organizował Polski Związek Piłki Nożnej przejmując organizację zawodów od Polskiej Federacji Beach Soccera.

## Drużyny
| Zespół             | Liczba występów w MMP |
| ------------------ | --------------------- |
| Bałtyk Sztutowo    | 3                     |
| Elwo Etna Elbląg   | 3                     |
| Grembach Łódź      | 1                     |
| Hemako Sztutowo    | 5                     |
| Los Magicos Jantar | 2                     |
| Morze Stegna       | 3                     |

## Klasyfikacja końcowa
| Lp.   | Zespół             |
| ----- | ------------------ |
| 1.    | Grembach Łódź      |
| 2.    | Hemako Sztutowo    |
| 3.    | Los Magicos Jantar |
| 4.    | Bałtyk Sztutowo    |
| 5.-6. | Elwo Etna Elbląg   |
| 5.-6. | Morze Stegna       |

## Nagrody indywidualne
Najlepszy zawodnik turnieju: Artur Wyzner (Grembach Łódź)

Król strzelców: Maciej Świderski (Bałtyk Sztutowo) – 18 bramek

Najlepszy bramkarz: Jan Janowski (Hemako Sztutowo)